# Huevo de Colón de Tesla

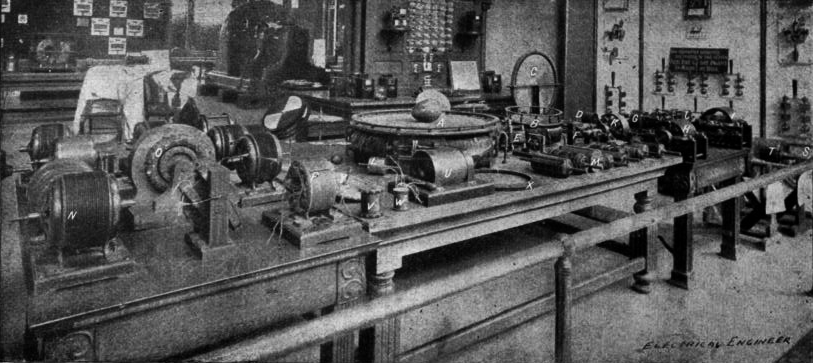
Exposición Mundial Colombina de Chicago: presentación de Tesla en 1893. En el centro de la imagen puede observarse el huevo de cobre tumbado sobre una plataforma circular, con la máquina desconectada

El Huevo de Colón de Tesla (nombre original en inglés: Egg of Columbus) fue un dispositivo electromagnético presentado por Nikola Tesla en la Exposición Mundial Colombina de Chicago de 1893. Conocido como el Huevo de Colón, se usó para demostrar y explicar los principios del modelo del campo magnético rotativo y del motor asíncrono. También se usó para hacer girar armazones metálicos a grandes distancias y velocidades, en la primera demostración de transmisión inalámbrica de energía.

La Figura 297 (ver foto del artículo) muestra una vista de parte de las exhibiciones que contienen el aparato motor. Entre estos se muestra en A un gran anillo destinado a exhibir los fenómenos del campo magnético giratorio. El campo producido fue muy poderoso y exhibió efectos llamativos, como bolas de cobre giratorias y huevos y cuerpos de diversas formas a distancias considerables y grandes velocidades. Este anillo estaba enrollado para circuitos bifásicos, y el bobinado estaba tan distribuido que se obtuvo un campo prácticamente uniforme. Este anillo fue preparado para la exposición del Sr. Tesla por el Sr. C.F. Scott, electricista de Westinghouse Electric and Manufacturing Company.

El huevo de Colón de Tesla consistía en una evocación del célebre incidente histórico del Huevo de Colón, manteniendo en perfecto equilibrio un huevo de cobre situado verticalmente en el interior de un campo magnético rotativo. El huevo giraba sobre su eje principal, equilibrado sobre su extremo debido a la acción giroscópica de su rotación.
El dispositivo de Tesla usaba un núcleo toroidal de hierro como estátor, en el que se habían insertado cuatro bobinas. El dispositivo era alimentado por una fuente bifásica de corriente alterna (un alternador de velocidad variable) para crear el campo magnético giratorio. El dispositivo funcionaba con una frecuencia de 25 a 300 hercios. La frecuencia operativa ideal se describió como entre 35 y 40 hercios. 
Reproducciones del dispositivo se muestran en el Museo Ampère de Lyon, el Museo Nikola Tesla de Belgrado, en el Memorial Center «Nikola Tesla» de Smiljan, en el Museo Técnico de Zagreb, en el Museo de Historia Croata de Zagreb, en el Museo Ann Arbor Hands-On y en el Centro de Ciencia Tesla de Wardenclyffe en Shoreham, Nueva York.